# 直方谷尾美術館
直方谷尾美術館（のおがたたにおびじゅつかん、Nogata Tanio Art Museum）は福岡県直方市にある市立美術館。直方市にゆかりのある作家の作品を多く展示、収蔵している。
もともとは明治屋産業創立者である谷尾欽也が昭和初期の医院を改装し、1992年に開館した私立美術館であった。2000年3月に市に寄贈され、2001年4月に開館した。
本館と新館に分かれ、新館には直方市民による作品が多く展示される。閲覧の際に、作品の前に置かれた椅子に腰掛け、じっくり観ることができるのが特徴的である。また、展示室の奥に庭と茶室が併設されている。
指定管理者制度に則り、直方文化青少年協会が管理運営を行っている。

## 文化財
登録有形文化財
- 和館（旧奥野家住宅主屋）[1]
- 洋館（旧奥野医院）[2]
- 茶室鉄牛庵[3]

## 主な収蔵品
- 青木繁	「天平婦人」
- 青山亘幹	「舞妓」
- 阿部平臣	「飯炊き」
- 糸大八	「神話」
- 大津英敏	「宙」
- 上川伸	「THE WALL“恵みの基地”」
- 高鶴元	「藁釉イッチン掛色釉鉢」
- 児島善三郎	「菊」
- 高梨芳実	「窓辺の婦人」
- 立花重雄	「古都」
- 中川一政	「バラの花」
- 中山忠彦	「婦人像」
- 松谷武判	「雫」
- 安永元典	「織物の上の静物」
- 山喜多二郎太	「静物」

## アクセス
- JR九州筑豊本線直方駅下車徒歩12分(980m)。
- 平成筑豊鉄道伊田線南直方御殿口駅下車徒歩10分（800m）。
- 九州自動車道鞍手インターチェンジより7㎞、もしくは八幡インターチェンジより6km。